# ألان هيوم
ألان أوكتافيان هيوم، سي بي آي سي إس (4 يونيو 1829 [1] - 31 يوليو 1912 [2]) كان عضوًا بريطانيًا في الخدمة المدنية الإمبراطورية (لاحقًا الخدمة المدنية الهندية)، وهو مصلح سياسي وعالم طيور وعالم نبات عمل في الهند البريطانية. كان أحد مؤسسي المؤتمر الوطني الهندي. يُطلق على هيوم، وهو عالم طيور بارز، لقب «أب علم الطيور الهندي»، ومن قبل أولئك الذين وجدوه عقائديًا، «بابا علم الطيور الهندي». [3] بصفته إداريًا في Etawah ، رأى التمرد الهندي عام 1857 نتيجة لسوء الحكم وبذل جهودًا كبيرة لتحسين حياة عامة الناس. كانت منطقة إيتاوة من بين أولى المناطق التي عادت إلى الحياة الطبيعية، وخلال السنوات القليلة التالية، أدت إصلاحات هيوم إلى اعتبار المنطقة نموذجًا للتنمية. ارتقى هيوم في صفوف الخدمة المدنية الهندية، لكنه مثل والده جوزيف هيوم، عضو البرلمان الراديكالي، كان جريئًا وصريحًا في التشكيك في السياسات البريطانية في الهند. ترقى في عام 1871 إلى منصب سكرتير وزارة الإيرادات والزراعة والتجارة في عهد اللورد مايو. ومع ذلك، أدى انتقاده للورد ليتون إلى إقالته من الأمانة في عام 1879. أسس مجلة Stray Feathers التي سجل فيها هو ومشتركوه ملاحظات على الطيور من جميع أنحاء الهند. قام ببناء مجموعة كبيرة من عينات الطيور في منزله في شيملا من خلال القيام ببعثات جمع والحصول على عينات من خلال شبكة مراسليه. بعد فقدان المخطوطات التي كان يحتفظ بها لفترة طويلة على أمل إنتاج ماغنوم أوبوس على طيور الهند، تخلى عن علم الطيور وأهدى مجموعته إلى متحف التاريخ الطبيعي في لندن، حيث لا تزال تشكل أكبر مجموعة منفردة من جلود الطيور الهندية. كان لفترة وجيزة من أتباع الحركة الثيوصوفية التي أسستها مدام بلافاتسكي. غادر الهند في عام 1894 ليعيش في لندن حيث استمر في الاهتمام بالمؤتمر الوطني الهندي، بصرف النظر عن الاهتمام بعلم النبات وتأسيس معهد جنوب لندن للنباتات في نهاية حياته.
1. ↑  Colin Matthew, ed. (2004), Oxford Dictionary of National Biography (بالإنجليزية), Oxford: Oxford University Press, QID:Q17565097